# 香港已消失海灣
香港有一些海灣，因為填海工程及興建海上水庫而消失，而成為陸地或水庫的一部分。

## 消失的海灣
- 香港島
  - 灣仔
  - 銅鑼灣
  - 採石灣（石礦灣、打石灣、鰂魚涌）
  - 筲箕灣
  - 愛秩序灣
  - 白沙灣，今杏花邨所在地
  - 柴灣（西灣）
  - 小西灣（小柴灣、柴灣仔）
  - 鋼綫灣，今數碼港所在地
  - 瀑布灣，今華富邨所在地
  - 雞籠灣，今華貴邨所在地
  - 石排灣，今香港仔市中心所在地
- 九龍西
  - 荔枝角灣（荔灣），今美孚新邨、荔枝角公園及屯馬綫美孚站所在地
  - 長沙灣
- 九龍東
  - 紅磡灣，今紅磡西南部
  - 大環，今紅磡以東
  - 土瓜灣
  - 牛池灣
  - 觀塘
- 新界西
  - 醉酒灣，今葵涌西部
  - 荃灣
  - 稔灣，今新界西堆填區
  - 散石灣，今屯門龍門居一帶
  - 牛角灣
  - 鑊底灣
  - 石環
  - 南環
  - 竹篙灣
  - 打水灣，今港鐵欣澳站
  - 小蠔灣
  - 牛頭灣
  - 狗虱灣，今政府爆炸品倉庫
  - 亞媽灣
  - 深灣
  - 蝦螺灣
  - 虎地灣
  - 長沙瀾
  - 樹糧灣
  - 廟灣
  - 亞媽灣
  - 灰窰灣
- 新界東
  - 爛泥灣，今被萬宜水庫所淹
  - 魷魚灣，因發展將軍澳新市鎮而消失